# Отаки (Тиба)
Отаки (яп. 大多喜町 О:таки-мати) — посёлок в Японии, находящийся в уезде Исуми префектуры Тиба. Площадь посёлка составляет 129,84 км², население — 9972 человека (1 августа 2014), плотность населения — 76,80 чел./км².

## Географическое положение
Посёлок расположен на острове Хонсю в префектуре Тиба региона Канто. С ним граничат города Итихара, Кимицу, Кацуура, Камогава, Исуми и посёлки Муцудзава, Тёнан.

## Население
Население посёлка составляет 9972 человека (1 августа 2014), а плотность — 76,80 чел./км². Изменение численности населения с 1980 по 2005 годы:
| 1980 | 13 612 чел. |  |
| 1985 | 13 391 чел. |  |
| 1990 | 13 218 чел. |  |
| 1995 | 12 678 чел. |  |
| 2000 | 12 121 чел. |  |
| 2005 | 11 514 чел. |  |

## Символика
Деревом посёлка считается сакура.